# Pere Koniec
Pere Koniec (Barcelona, 20 de noviembre de 1980) es un director de cine y guionista español de cine experimental y cultura undeground.
Ha rodado el largometraje L de Lorena de 2003, el cortometraje Efímero 87 de 2006, los mediometrajes Policromía de 2010 y Difuminado de 2014 y el largometraje Volpina de 2021.

## Biografía
Tras varios primeros cortometrajes, a los 22 años rueda L de Lorena, largometraje seleccionado en el Festival de Cine de Sitges de 2003 y recibido por Hernán Migoya como la sorpresa barcelonesa del año. La película narra las vivencias amorosas de varios jóvenes y está dedicada a Ray Loriga, Charles Bukowski, Ingmar Bergman, John Hughes, Todd Solondz y Lukas Moodysson.
Durante 2005 y 2006 organizó dos ediciones de la Mostra de Cinema Volpina, festival en el que se mostraban cortometrajes de jóvenes de toda Cataluña'.
En 2006 presentó Efímero 87, un cortometraje rodado en blanco y negro nominado a la mejor actriz (Laia Masó) y al mejor montaje en Cantabria Visual sobre una joven atormentada por su desamor.
Se embarca durante dos años en la elaboración del mediometraje Policromía de 2010, proyectado en el Salón del Cómic y en el Festival de Cine de Sitges. Rodado entre Barcelona, San Baudilio de Llobregat y Torrellas de Llobregat, este mediometraje cuenta con la aparición del escritor Rubén Lardín y utiliza la revista de cómics Dossier Negro como elemento narrativo.
En 2014 filmó Difuminado, un mediometraje independiente sobre coches clásicos, mujeres bellas y recuerdos de juventud estrenada en el Festival de Cine de Sitges en octubre de 2014. El reparto incluye apariciones de artistas como los dibujantes Manuel Morales Espinosa, Marcos Prior, Raquel Garcia Ulldemolins, Clara-Tanit Arqué, Isidre Monés o Josep Maria Beà, escritores como Sergi Puertas, Joan Ripollès Iranzo y Javier Pérez Andújar y cineastas como Agustí Villaronga y Juan Carlos Olaria.
Completan el reparto Carmen Serret, Lluís Marco, Dolo Beltrán y Aina Clotet.
Aparece en Cine de guerrilla, documental de 2016 dirigido por Jaime Zaragoza sobre cine independiente en el que habla de sus películas L de Lorena (2003) y Policromía (2010).
En 2017 el sello Vial Of Delicatessens editó en DVD el mediometraje Difuminado. Uno de los extras del DVD es el mediometraje Policromía.
En 2021 estrenó Volpina, su último largometraje sobre desamor y brujería protagonizado por un amplio elenco de actores como Dodi de Miquel, Daniel Medrán, Garazi Beloki, Toni Junyent, Joan Estrada o Mariona Perrier. La película participó en el Festival de Cine de Sitges de 2021 y desde septiembre de 2022 forma parte del catálogo de la plataforma de cine en línea Filmin.

## Filmografía
- El reto de NBK (1996), (cortometraje)
- Espera un moment (1997), (mediometraje)
- Fundido en blanco (2000), (mediometraje)
- L de Lorena (2003), (largometraje)
- Efímero 87 (2006), (cortometraje)
- Policromía (2010), (mediometraje)
- Difuminado (2014), (mediometraje)
- Volpina (2021), (largometraje)

## Otros trabajos

### Conferencias
Desde 2019 modera el Cineclub Rebobinats de la Biblioteca Jordi Rubió i Balaguer, un espacio de encuentros cinéfilos que se celebra el último jueves de mes, en la que los participantes intercambian opiniones, comentan películas y participan en diferentes actividades relacionadas con el cine. Se inició el ciclo en 2019 con Victoria de Sebastian Schipper, siguiendo con El lado bueno de las cosas de David O. Russell y terminando con Reservoir Dogs de Quentin Tarantino. Desde 2020 hasta 2022, debido a la Pandemia de COVID-19, el cineclub Rebobinats se realizaba online a través de la aplicación de videoconferencia Zoom. Desde 2023, la actividad vuelve a ser presencial.
En abril de 2023 presentó en la Uned Sant Boi, Brujas y cine, la mirada oscura de Pere Koniec, una conferencia dentro del ciclo Sant Boi Terra de bruixes, en la que realizaba un recorrido audiovisual sobre las brujas en la historia del cine.
Es el creador de la Filmoteca Santboiana, una conferencia audiovisual en la que repasa las películas más significativas filmadas en Sant Boi de Llobregat desde 1960 a 2022. El proyectó empezó como una sección radiofónica en Radio Sant Boi hasta derivar a un recorrido audiovisual con proyecciones de imágenes y fragmentos de la películas.
Durante 2024 ha sido el ponente de El amor en el cine, curso de extensión universitaria de la Uned Barcelona, en la que a través de títulos cinematográficos se repasan las posibles fases de una relación amorosa.

### Medios digitales
Ha colaborado en diversos medios digitales, como Films in Films, web en la que se hacen referencia a las películas que aparecen en otras películas, o en Underbrain Mgz, con artículos cinematográficos como Dale a los pedales!, sobre la película Los Bicivoladores (1983), o textos en clave de humor como el rodaje de la película REC 3: Génesis, dirigida por Paco Plaza y protagonizada por Leticia Dolera.
En 2013 participó en Live is Life, un libro de fotografía musical de Raquel Calvo en el que varios escritores acompañan una imagen con un texto. Su relato ilustra una fotografía del músico Yann Tiersen.
Desde 2006 escribe en su blog personal en el que, además de comentar los detalles de sus propias películas, escribe sobre cine, música y literatura.

### Diseño gráfico
Diseña la portada del fanzine sobre cine fantástico El buque maldito y ha colaborado en el grafismo de Malas pero divertidas, libro editado por Raima Ediciones sobre Trash cinema escrito por Naxo Fiol, Aratz Juanes y Víctor Olid.
Ha realizado trabajos de diseño y grafismo para la editorial Quarentena Ediciones, como las portadas de los libros: Twin Peaks, fuego camina conmigo (Carmen Viñolo), sobre la serie creada por David Lynch, Vikingos (Laia San José Beltrán), sobre la serie de tv emitida por History Channel, Cuando fuimos los mejores (Loquillo y Trogloditas), a partir de fotografías de Yann Mercader, o 24 Centímetros, libro del polémico comunicador Álex Salgado dedicado al Cine pornográfico en España.
Ha diseñado el cartel de Alegrías de Cádiz, película de 2013 dirigida por Gonzalo García Pelayo.
También ha elaborado trabajos de grafismo para Producciones Kilimanjaro, productora audiovisual del cineasta Carlos Benpar que prepara el proyecto sobre José Moragues.

### Actuaciones
Ha participado como actor en El hijo del hombre perseguido por un Ovni de Juan Carlos Olaria y en Capa Caída (2013) de Santiago Alvarado.
Ha participado como figurante en películas como El Perfume de Tom Tykwer, Salvador (Puig Antich) de Manuel Huerga o Las leyes de la termodinámica de Mateo Gil. En 2012 participó como actor en Barcelonorra, largometraje colectivo compuesto por varios cortometrajes de temática erótica y underground que se estrenó en el Festival de Cine de Sitges.